# Pan Am (seriál)
Pan Am je americký dobový televizní seriál, jehož tvůrcem je Jack Orman. Pojmenovaný po kultovní společnosti Pan American World Airways, seriál sleduje letušky a piloty právě z této společnosti a jejího působení v roce 1960 na začátku roku proudových letadel.
Pan Am měl premiéru na americké televizní stanici ABC 25. září 2011 a poslední epizoda byla odvysílána 19. února 2012. Dne 11. května 2012 byl seriál ukončen.
V květnu 2012 se snažilo Sony Pictures Television dohodnout se společností Amazon na znovu obnovení seriálu a natočení další série, kterou podporoval velký mezinárodní ohlas na tento seriál. Pan Am vyhrál Nejlepší seriál na Rose d'Or TV awards (evropský ekvivalent Emmy). Jednání však zkrachovala a seriál byl oficiálně ukončen 20. června 2012.
Českou premiéru si seriál Pan Am zažil na TV Nova 6. července 2013 a dovysílán byl na Nova Cinema dne 9. října 2013, kam ho televize Nova přesunula po odvysílání desáté epizody.

## Obsazení

### Hlavní role
| Christina Ricci | Margaret „Maggie“ Ryan |
| Margot Robbie   | Laura Cameron          |
| Michael Mosley  | Ted Vanderway          |
| Karine Vanasse  | Colette Valois         |
| Mike Vogel      | Dean Lowrey            |
| Kelli Garner    | Catherine Cameron      |

### Vedlejší role
| Annabelle Wallis | Bridget Pierce                  |
| Jeremy Davidson  | Richard Parks                   |
| Kal Parekh       | Sanjeev                         |
| David Harbour    | Roger Anderson                  |
| Colin Donnell    | Mike Ruskin                     |
| Jay O. Sanders   | Douglas Vanderway               |
| Goran Visnjic    | Niko Lonza                      |
| Veanne Cox       | slečna Havemeyer                |
| Erin Cummings    | Ginny Saddler                   |
| Scott Cohen      | Everett Henson                  |
| Chris Beetem     | Kongresman Christopher Rawlings |
| Darren Pettie    | Kapitán George Broyles          |
| Ashley Greene    | Amanda Mason                    |
| Piter Marek      | Omar                            |

## Seznam dílů
Televize Nova premiérově odvysílala epizodu „Románské jazyky“ jako sedmou v pořadí, tak jak bylo dříve plánováno i v USA, ale televize ABC ji uvedla jako třináctou.
| Č. v seriálu | Původní název           | Český název               | Režie               | Scénář                                             | Premiéra v USA     | Premiéra v ČR     |
| ------------ | ----------------------- | ------------------------- | ------------------- | -------------------------------------------------- | ------------------ | ----------------- |
| 1            | Pilot                   | První let                 | Thomas Schlamme     | Jack Orman                                         | 25. září 2011      | 6. července 2013  |
| 2            | We'll Always Have Paris | Vždycky nám zůstane Paříž | Chris Misiano       | Mike Daniels a Jack Orman                          | 2. října 2011      | 13. července 2013 |
| 3            | Ich Bin Ein Berliner    | Jsem Berlíňan             | Alex Graves         | Yahlin Chang                                       | 9. října 2011      | 20. července 2013 |
| 4            | Eastern Exposure        | Odhalení na východě       | Thomas Schlamme     | Jack Orman a Moira Walley-Beckett                  | 16. října 2011     | 27. července 2013 |
| 5            | One Coin in a Fountain  | Mince pro štěstí          | Andrew Bernstein    | Jill Abbinanti a Lydia Woodward                    | 23. října 2011     | 3. srpna 2013     |
| 6            | The Genuine Article     | Pravé zboží               | Matt Penn           | Todd Ellis Kessler a Nick Thiel                    | 30. října 2011     | 10. srpna 2013    |
| 7            | Truth or Dare           | Vadí nevadí               | Julie Anne Robinson | Mike Daniels a Jack Orman                          | 6. listopadu 2011  | 24. srpna 2013    |
| 8            | Unscheduled Departure   | Neplánovaný odlet         | Millicent Shelton   | Jill Abbinanti a Nick Thiel                        | 13. listopadu 2011 | 31. srpna 2013    |
| 9            | Kiss Kiss Bang Bang     | Polibky a výstřely        | John Fortenberry    | Moira Walley-Beckett a Lydia Woodward              | 4. prosince 2011   | 11. září 2013     |
| 10           | Secrets and Lies        | Tajnosti a lži            | Allison Liddi-Brown | Mike Daniels                                       | 8. ledna 2012      | 18. září 2013     |
| 11           | Diplomatic Relations    | Diplomatické vztahy       | David Petrarca      | Todd Ellis Kessler, Jeffrey Lieber a Craig Shapiro | 15. ledna 2012     | 25. září 2013     |
| 12           | New Frontiers           | Nové hranice              | John Fortenberry    | Jessica Ramos a Scott Erik Summer                  | 22. ledna 2012     | 2. října 2013     |
| 13           | Romance Languages       | Románské jazyky           | John Coles          | Moira Walley-Beckett                               | 12. února 2012     | 17. srpna 2013    |
| 14           | 1964                    | Nový rok 1964             | Andrew Bernstein    | Nick Thiel                                         | 19. února 2012     | 9. října 2013     |